# Coldheart
Coldheart était une super-vilaine créée par Marvel Comics. Elle est apparue pour la première fois dans Spider-Man no 49, en 1994.

## Origine
L'agent du gouvernement Kateri Deseronto fut jugée non-apte pour les missions de terrain après que son fils Joey meurt dans des circonstances inconnues. Elle rendit Spider-Man et le Super-Bouffon responsables de sa mort, et fut mise à pied.
Elle vola le costume qu'elle utilisait parfois et se rendit sur les lieux d'un combat opposant le Tisseur à Jason Macendale, permettant par accident au Bouffon de s'enfuir avec son propre fils comme otage. Elle tenta de tuer Spider-Man, mais ce dernier se lança à la poursuite de Macendale. Finalement, le garçon fut sauvé et Coldheart préféra cibler un vrai criminel.
Coldheart fut arrêtée et emprisonnée au Raft jusqu'à ce que le super-vilain Electro ne provoque une évasion massive.

### Victime de la Guerre Civile
Cachée avec d'autres criminels à Stamford, elle fut repérée par les New Warriors, suivis par une équipe de télévision pour une émission de télé-réalité. Lors du combat, Nitro explosa et détruisit le quartier. Coldheart fut tuée par le souffle.

## Pouvoirs
- Coldheart portait une armure de 30 kg, la protégeant contre les balles. Seule la tête n'était pas protégée.
- Au combat, elle utilisait deux épées, dont les lames pouvaient produire un flux d'énergie. Ce flux paralysait les adversaires touchés. Les lames pouvaient aussi émettre un rayon glaçant à courte portée.
- C'était une combattante aguerrie, rompue aux arts martiaux et à l'escrime.